# Sobór Świętej Trójcy w Szczigrach
Sobór Świętej Trójcy (ros. Свято-Троицкий собор)  – prawosławny sobór katedralny znajdujący się w rosyjskim mieście Szczigry, siedziba eparchii szczygierskiej.

## Historia
Cerkiew wzniesiono w 1801 na koszt parafian. W 1917 została zamknięta przez bolszewików, ze świątyni wywieziono wyposażenie i przekształcono ją w magazyn zboża. W 1930 zdjęto dzwony, usunięto kopuły i krzyże. Podczas II wojny światowej miasto zostało zdobyte przez nazistów, którzy urządzili w niej piekarnię i stajnię. Po wojnie została odrestaurowana, a w 2007 r. zrekonstruowano kopuły. W 2012 roku powołano eparchię szczygierską, a przy cerkwi ustanowiono jej siedzibę.

## Galeria

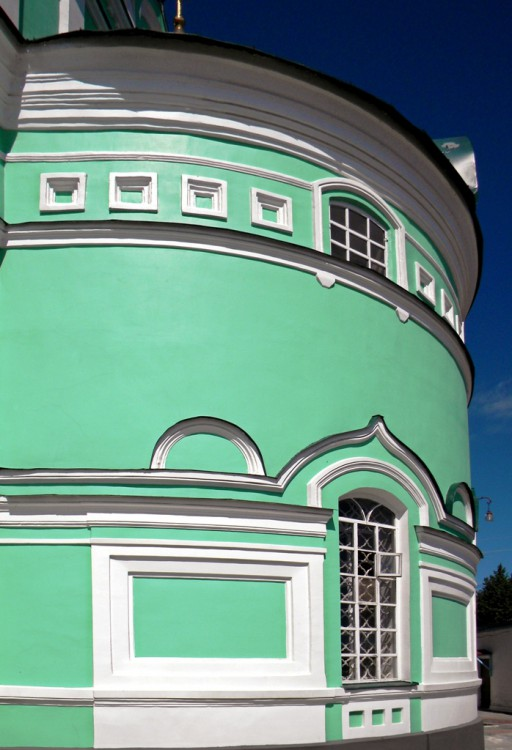
Absyda
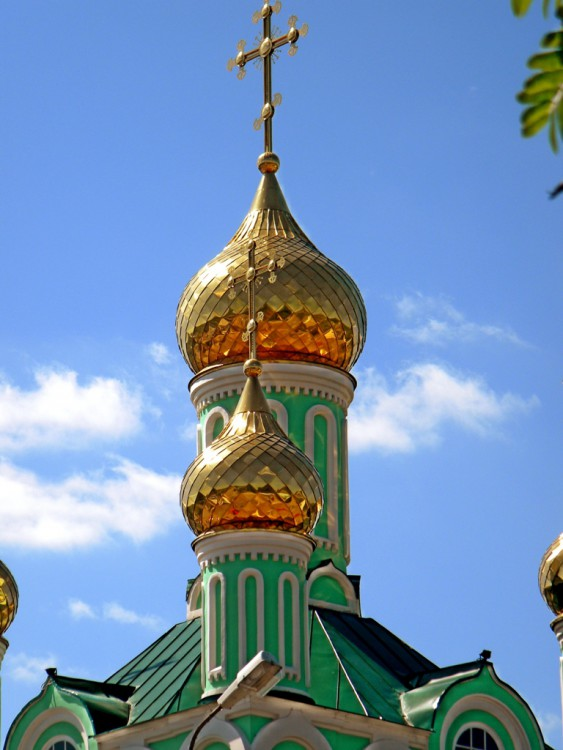
Kopuły
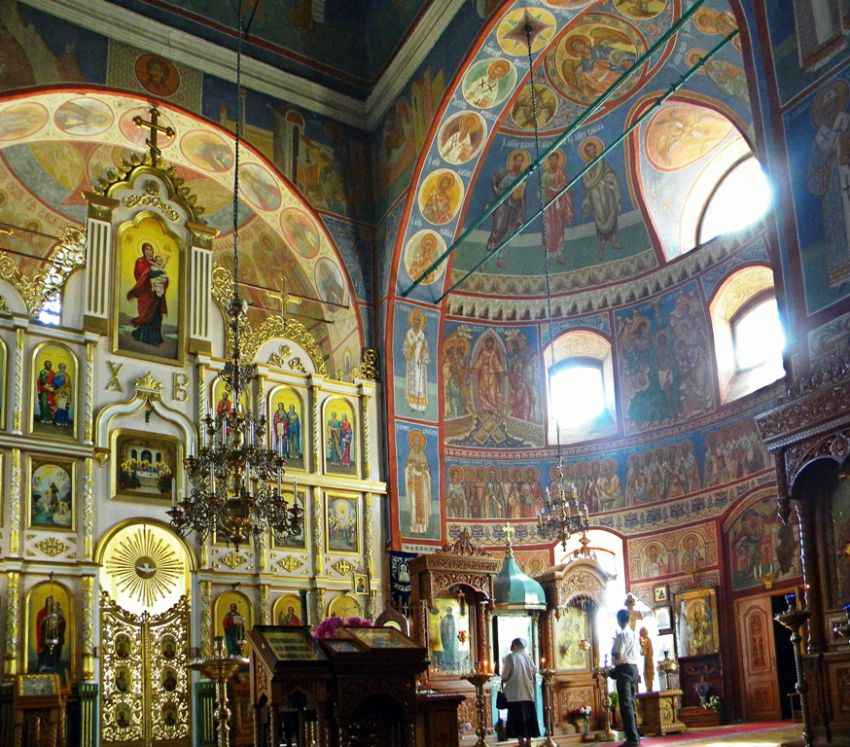
Wnętrze
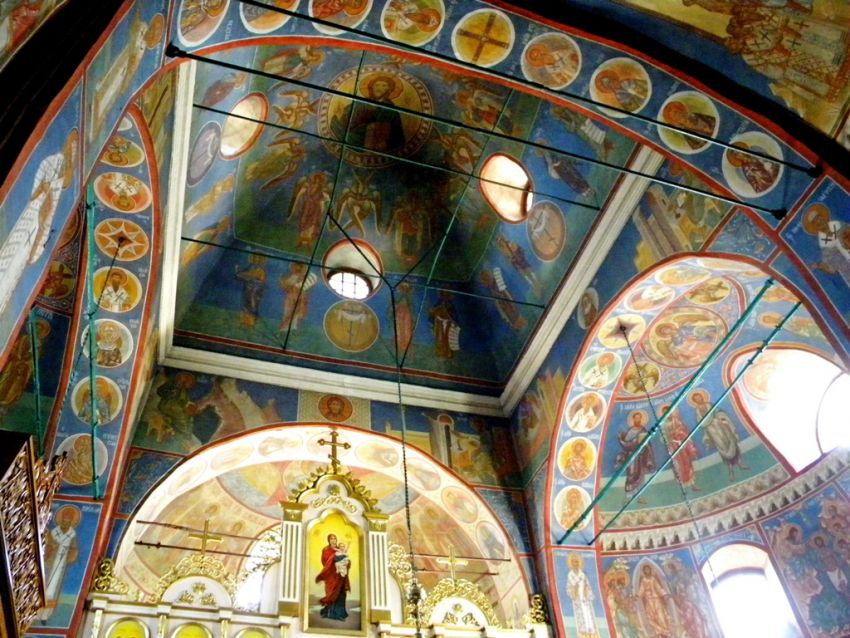
Freski na ścianach i sklepieniu